# Leneo
Nella mitologia greca Leneo era un satiro, figlio di Sileno. Fu uno dei progenitori della propria razza.
Di lui ci riferisce solo Nonno. Leneo era un giovane "dai piedi di vento" al seguito di Dioniso in Lidia, nel periodo della giovinezza del dio. Fu coinvolto in una gara di corsa con un altro satiro, Cisso, e con l'amante di Dioniso, Ampelo, cui il dio assegnò la vittoria. Leneo fu l'unico dei tre a rendersi conto di aver perso solo a causa dell'intervento divino.

In seguito, quando Rea invitò le divinità greche ad aiutare Dioniso nella sua guerra contro gli Indiani, Sileno andò alla battaglia portando con sé Leneo e altri due dei propri figli Marone e Astraio, ciascuno dei quali recava un bastone per sostenere l'anziano padre. Leneo si fece valere nel combattimento presso il lago Astakid, scagliando la cima di una montagna contro i nemici.
Diodoro Siculo cita Leneo come una delle epiclesi di Dioniso.